# آسه-له-برونژی
آسه-له-برونژی (به فرانسوی: Assé-le-Bérenger) یک کمون در فرانسه است که در ماین واقع شده‌است. آسه-له-برونژی ۱۱٫۶۸ کیلومتر مربع مساحت دارد.